# ناروتو (مجموعه تلویزیونی)
ناروتو (به ژاپنی: ナルト، به انگلیسی: Naruto) یک انیمه ژاپنی است که بر اساس مجموعه مانگای ناروتو اثر ماساشی کیشیموتو ساخته شده‌است. این انیمه داستان ناروتو اوزوماکی، یک نینجای جوان یتیم را دنبال می‌کند که به دنبال کسب شهرت از همسالان خود است و رویای تبدیل شدن به هوکاگه، رهبر دهکده پنهان در برگ‌ها، را در سر می‌پروراند. مانند مانگا، این مجموعه انیمه به دو بخش مجزا تقسیم می‌شود: سری اول عنوان مانگا اصلی را حفظ کرده و در دنیای نینجاها روایت می‌شود. سری دوم، عنوان ناروتو: شیپودن دنباله‌ای مستقیم است که در دوران نوجوانی او اتفاق می‌افتد. هر دو مجموعه انیمه توسط پیرو انيميشن‌سازی، توسط انیپلکس تولید و توسط ویز مدیا در آمریکای شمالی مجوز گرفته‌اند.
اولین سریال انیمه از اکتبر ۲۰۰۲ تا فوریهٔ ۲۰۰۷ در ۲۲۰ قسمت از تی‌وی توکیو پخش شد. دوبله انگلیسی آن توسط ویز مدیا تهیه شده و از سپتامبر ۲۰۰۵ تا دسامبر ۲۰۰۹ از شبکه‌های کارتون نت‌ورک و وای‌تی‌وی پخش شده‌است. سری دوم، ناروتو: شیپودن، نیز از شبکه تی‌وی توکیو پخش شد و از فوریهٔ ۲۰۰۷ تا مارس ۲۰۱۷، ۵۰۰ قسمت داشت. دوبله انگلیسی ناروتو: شیپودن از اکتبر ۲۰۰۹ تا نوامبر ۲۰۱۱ از دیزنی ایکس‌دی در ایالات متحده پخش شد و ۹۸ قسمت اول را پخش کرد و سرانجام در ژانویهٔ ۲۰۱۴ به بلوک برنامه‌های تونامی از شبکه ادالت سویم منتقل شد و تا سپتامبر ۲۰۲۴ از قسمت اول دوباره پخش شد. پس از اینکه دیزنی ایکس‌دی پخش این سریال را متوقف کرد، ویز مدیا در دسامبر ۲۰۱۲ پخش قسمت‌های دوبله‌شده انگلیسی جدید را از قسمت ۹۹ در سرویس استریم خود، نئون آلی، آغاز کرد. این سرویس در مارس ۲۰۱۶ پس از ۳۳۸ قسمت به دلیل تعطیلی یک ماه بعد، پخش خود را متوقف کرد. علاوه بر مجموعه تلویزیونی انیمه، پیروت همچنین ۱۱ فیلم انیمیشن و ۱۲ اووی‌ای تولید کرد.
این مجموعه انیمه به موفقیت تجاری قابل توجهی دست یافت و به یکی از پردرآمدترین فرنچایزهای ویز مدیا تبدیل شد و با پخش این سریال، تأثیر فرهنگی زیادی گذاشت. این سریال تا سال ۲۰۲۰ سومین سریال پربیننده در ایالات متحده بود. از نظر انتقادی، با استقبال متفاوتی روبرو شد. صحنه‌های مبارزه، پویایی شخصیت‌ها و عمق احساسی فیلم تحسین منتقدان را برانگیخت. انیمه ناروتو: شیپودن به طور مداوم به‌عنوان یکی از پربیننده‌ترین انیمه‌های ژاپن رتبه‌بندی می‌شد. این انیمه به خاطر انیمیشن بهبود یافته، لحن پخته‌تر، تعاملات خوب شخصیت‌ها و داستان‌سرایی متعادل مورد تحسین قرار گرفت. اولین انیمه در بین ۱۰۰ سریال انیمیشن برتر آی‌جی‌ان رتبه ۳۸ را کسب کرد و شیپودن نامزد دریافت جایزه بهترین مجموعه ادامه‌دار از جوایز انیمه کرانچی‌رول شد. ویز مدیا تا سال ۲۰۱۹ بیش از سه میلیون واحد ویدئوی خانگی انیمه را فروخت.

## صداپیشگان و شخصیت‌ها
| شخصیت           | ژاپنی           | انگلیسی (ویز مدیا) |
| --------------- | --------------- | ------------------ |
| ناروتو اوزوماکی | جونکو تاکوچی    | میل فلاناگان       |
| ساسوکه اوچیها   | نوریاکی سوگیاما | یوری لوونتهال      |
| ساکورا هارونو   | چیه ناکامورا    | کیت هیگینس         |
| کاکاشی هاتاکه   | کازوهیکو اینوئه | دیو ویتنبرگ        |
| راک لی          | یویچی ماسوکاوا  | برایان دونوان      |
| شیکامارو نارا   | شوتارو موریکوبو | تام گیبیس          |
| هیناتا هیوگا    | نانا میزوکی     | استفنی شی          |
| گارا            | آکیرا ایشیدا    | لیام اوبرایان      |
| اوروچیمارو      | کوجیرا          | استیون بلوم        |
| جیرایا          | هوچو اوتسوکا    | دیوید لاج          |
| ایتاچی اوچیها   | هیدئو ایشیکاوا  | کریسپین فریمن      |
| اوبیتو اوچیها   | واتارو تاکاگی   | مایکل یورچاک       |
| ناگاتو          | جونپی موریتا    | ویک میگنویا        |
| مادارا اوچیها   | نائویا اوچیدا   | نیل کاپلان         |